# Levín
Levín (in tedesco Lewin) è un comune mercato della Repubblica Ceca facente parte del distretto di Litoměřice, nella regione di Ústí nad Labem.